# Kungota pri Ptuju
Kungota pri Ptuju (starejše: Sveta Jungert, nemško Sankt Kunigund) je naselje v Občini Kidričevo na Dravskem polju na severovzhodu Slovenije. Vključuje zaselek Ravno Polje; na njegovem jugovzhodnem robu stoji dvorec Ravno polje (Ebensfeld). Naselje se nahaja v tradicionalni pokrajini Štajerska in spada pod Podravsko statistično regijo.

## Ime
Ime naselja je bilo leta 1955 spremenjeno iz Sveta Kungota v Kungota pri Ptuju. Ime je bilo spremenjeno na podlagi zakona o imenih naselij in Označbe trgov, ulic in stavb kot del prizadevanj slovenske povojne komunistične oblasti za odstranitev verskih elementov iz toponimov.

## Cerkev
Lokalna cerkev, po kateri je naselje dobilo ime, je posvečena sveti Kunigundi in spada pod župnijo Hajdina. Datira v 14. stoletje s številnimi poznejšimi dodatki in prilagoditvami.